# Ropalodontus americanus
Ropalodontus americanus es una especie de coleóptero de la familia Ciidae.

## Distribución geográfica
Habita en Wisconsin (Estados Unidos).